# Lois White
Pour les articles homonymes, voir White.
Anna Lois White (2 novembre 1903 – 13 septembre 1984), connue dans le monde de l'art sous le nom de Lois White, est une peintre néo-zélandaise de l'école moderniste . Elle a enseigné à l'Elam Art School de l'Université d'Auckland de 1927 à 1963. 

## Jeunesse
White est le plus jeune des quatre enfants de l'architecte d'Auckland Arthur Herbert White et d'Annie White (née Phillips). Son grand-père maternel dirigeait W. Phillips & Sons, un importateur d'estampes et de matériel pour artistes. Elle a fréquenté l'Epsom Girls 'Grammar School de 1919 à 1922, excellant dans tous les domaines, puis a étudié à Elam à partir de 1923. 

## Carrière
En 1927, elle est devenue tutrice à temps partiel à Elam, enseignant aux classes de dessin juniors, en même temps que l'art à la Takapuna Grammar School. De 1934 à sa retraite en janvier 1963, elle a enseigné à temps plein à Elam. 
Sa carrière de peintre s'est poursuivie en même temps que sa carrière d'enseignante. En 1931, elle a été acceptée comme «membre actif» de la Société des Arts d'Auckland et a ensuite exposé régulièrement avec la Société. 
En 1948, Lois a été l'un des fondateurs du New Group, un groupe d'artistes quelque peu conservateur se concentrant sur la forme traditionnelle et le dessin, un peu en opposition aux jeunes artistes de l'époque qui poursuivaient des formes modernistes et abstraites. Elle a continué à être considérée comme une artiste quelque peu conservatrice, même de son propre aveu, jusqu'à ce que son travail soit réévalué à travers des expositions personnelles en 1977 et, après sa mort, en 1994. Sur le plan thématique, nombre de ses œuvres ont été reconnues comme relevant de l'activisme social progressiste, notamment son tableau Success, qui montre un homme agitant un sac d'argent au-dessus d'une famille affamée, et son tableau War Makers, exposé entre les deux guerres mondiales, qui montre des personnages âgés et puissants qui se moquent d'un jeune soldat. Selon Raymond Huber dans le livre Peace Warriors, Lois a décrit War Makers comme destiné à dénoncer l'injustice d'une génération plus âgée qui déclenche des guerres et envoie la jeune génération pour tuer et s'y faire tuer. 